# 證義搜查線
《證義搜查線》（英語：SFC in Action）是香港電台電視部與香港證券及期貨事務監察委員會（簡稱證監會）合作攝製的時裝劇集，在無綫電視翡翠台播出，全劇共6集，監製張健華，為《證義搜查線系列》第一輯。故事揭示金融罪犯的犯案過程和手法，並拆解證監會的調查內幕及其監管市場的重要角色。
為宣傳劇集和感謝演員們參演，證監會及香港電台特意舉辦《證義搜查線 金牛獎頒獎禮》招待記者來訪。典禮上，各主要演員均得到紀念獎座，主禮嘉賓包括證監會主席方正、廣播處處長黃華麒和歌手古巨基，其他嘉賓有鄧麗欣及RubberBand。

## 角色

### 證監會調查員
| 演員   | 角色          | 關係                                                                     | 暱稱 |
| 梁 琤  | Christina Yip | 陳國京、鍾健強、倫錦威之上司 信仔之姑媽                                  | 大姐 |
| 江 華  | 陳國京        | Christina之下屬 前重案組探員 林綺玲之前夫 陳嘉瑤之父 馬Sir之好友兼前同事 | 阿京 |
| 阮德鏘 | 鍾健強        | Christina之下屬                                                          |      |
| 黃泊濤 | 倫錦威        | Christina之下屬                                                          |      |

### 金融犯罪者
| 演員   | 角色   | 關係                                                                | 暱稱   |
| 單立文 | 馬君寶 | 投資銀行高層 違法內幕交易的「莊家」 跟丁穎琳有暖昧關係              |        |
| 張文慈 | 丁穎琳 | 「貴達證券行」負責人 跟馬君寶有暖昧關係                             | Linda  |
| 韋家雄 | 汪大發 | 小混混 「發記士多」老闆 Simon Poon律師事務所之客戶 馬君寶的「艇仔」 | Tony哥 |
| 何啟南 | 石先生 | 「貴達證券行」客戶 勒索丁穎琳                                       |        |

### 律師／犯罪者
| 演員   | 角色       | 關係                                        | 暱稱   |
| 羅子溢 | 傑 仔      | Tony的代表律師 Simon Poon之徒弟 Fiona之男友 | 阿傑   |
|        | Simon Poon | 資深律師 傑仔之師傅                         | 潘律師 |

### 其他角色
| 演員   | 角色               | 關係                                                                     | 暱稱           |
| 梁家仁 | 阿 鍾              | 「鍾氏投資」公司之老闆兼投資顧問 鍾倩南之父                              | 街坊財神/ 鍾伯 |
| 楊 淇  | 鍾倩南             | 「鍾氏投資」公司之投資顧問 阿鍾之女 《搏到盡》、《富貴穩中投》書本之作者 | 少女股神/ 南女 |
| 蔣 怡  | 林綺玲             | 陳國京之前妻 陳嘉瑤之母                                                  |                |
| 鄧浠宜 | 陳嘉瑤             | 六歲的小學生 陳國京與林綺玲之女 信仔之同學                               | 瑤瑤           |
| 李蘢怡 | Fiona              | 護士 傑仔之女友（第2-6集）                                               | 阿Fi           |
| 黃樹棠 | 老 朱              | 「鍾氏投資」客戶 阿鍾之街坊                                              | 朱伯           |
| 何華超 | 馬 Sir             | 重案組探員 陳國京之好友兼前同事（第1-2集）                               |                |
| 林 偉  | 銀行劫匪           | （第1集）                                                                |                |
| 李 楓  | 「貴達證券行」客戶 | （第1集）                                                                |                |
| 龍智成 | 陳珮宜之父         | （第2集）                                                                |                |
| 彭卓迪 | 信 仔              | 小學生 Christina之姪兒 陳嘉瑤之同學（第3-4集）                           |                |
| 黃文慧 | 何家慧             | 業主立案法團之主席 「貴達證券行」客戶（第4集）                           |                |
| 盧海鵬 | 李泰基             | 永星集團之主席（第5-6集）                                                |                |
| 江 圖  | 街 坊              | 「鍾氏投資」客戶                                                         |                |
| 徐美娜 | 街 坊              | 「鍾氏投資」客戶                                                         |                |

## 獎項
- 金牛獎頒獎禮（節目啟播宣傳活動）
  - 飛躍180大獎：羅子溢
  - 最佳動作演員：韋家雄
  - 最突出形象：張文慈
  - 最佳動作指導：梁　琤
  - 最受歡迎組合：阮德鏘、黃泊濤
  - 最佳編劇：單立文
  - 最佳新人：江　華
  - 金牛劇集大獎：證義搜查線

## 外部連結
- 香港電台節目網站 - 證義搜查線（页面存档备份，存于）
- 香港電台 - 金牛獎頒獎禮[]
- 香港電台電視節目資料庫相關網站 - 證義搜查線（页面存档备份，存于）

## 電視節目的變遷
| 香港無綫電視翡翠台 星期六 20:00-20:30 時段             | 香港無綫電視翡翠台 星期六 20:00-20:30 時段                      | 香港無綫電視翡翠台 星期六 20:00-20:30 時段 |
| ------------------------------------------------------ | --------------------------------------------------------------- | ------------------------------------------ |
|                                                        | 證義搜查線（港台節目） （2010.05.01 - 2010.06.05）              |                                            |
| 我的城市我的家（港台節目） （2010.04.03 - 2010.04.24） | 功夫傳奇（港台節目） （2010.06.12 - 2010.07.10）（19:35-20:30） |                                            |